# Жан-Аульский сельсовет
Жан-Аульский сельский совет — муниципальное образование в составе Камызякского района Астраханской области, Российская Федерация. Административный центр — село Жан-Аул.

## Географическое положение
Сельский совет расположен в центральной части района, на острове, образованном рукавами Волги Камызяк на западе, Нижняя Калиновка на севере, Сазанка на востоке и Бакланья на юге.
Граница сельсовета начинается на севере с пересечения реки Камызяк и реки Нижняя Калиновка, идёт по середине реки Нижняя Калиновка до реки Сазанка, по её середине до ерика Белужонок, по его середине и по середине реки Белужья до реки Ивановская. Затем граница идёт по середине реки Ивановская до реки Малая Бакланья, по её середине до реки Артельная, и по её середине до первоначальной точки. Сельскохозяйственные земли занимают 66 % общей площади.

## История
Сельский совет был образован в 1933 году, когда был образован колхоз «15-я годовщина РККА», путём отделения от Уваринского сельского совета. В период 1959—1989 годов сельсовет был присоединён к соседнему Верхнекалиновскому сельсовету.

## Население
| 2010  | 2011  | 2012  | 2013  | 2014  | 2015  | 2016  |
| ----- | ----- | ----- | ----- | ----- | ----- | ----- |
| 1036  | ↗1126 | ↘1036 | ↘1014 | ↗1020 | ↗1030 | ↘1016 |
| 2017  | 2018  | 2019  | 2020  | 2021  |       |       |
| ↘1012 | ↘996  | ↗999  | ↘998  | ↗1037 |       |       |

Население на 01.01.2013 1128 человек (1126 в 2011), из них мужчин — 431, женщин — 437, лиц до 18 лет — 241.

### Национальный состав
- казахи — 891 человек (86 %)
- русские — 124 человека (12 %)
- другие (татары, азербайджанцы, немцы) — 21 человек (2 %).

## Состав сельского поселения
В состав сельского поселения входят 2 населённых пункта
| № | Населённый пункт | Тип населённого пункта       | Население |
| - | ---------------- | ---------------------------- | --------- |
| 1 | Жан-Аул          | село, административный центр | ↗941      |
| 2 | Нижнекалиновский | посёлок                      | ↗187      |

## Хозяйство
Ведущая отрасль хозяйства — сельское хозяйство. В структуре угодий наибольшую площадь занимают сенокосы (40,1 %), пастбища занимают 3,4 % и пашня — 25,9 %. Животноводство — разведение крупного рогатого скота, овец, коз, лошадей и птиц, основная продукция — мясо, молоко, шерсть и яйца. Растениеводство — выращивание овощных (в основном помидоры), картофеля и бахчи. Развито рыболовство.
Среди учреждений социальной сферы в центре сельсовета действуют фельдшерско-акушерский пункт, средняя школа имени Мухтара Ауезова на 624 места и её филиал на 20 мест в Нижнекалиновском, детский сад на 30 мест (открытый в 2010 году на базе школы), сельский дом культуры на 150 мест, сельская и школьная библиотеки. Действуют 9 магазинов.
Транспорт в сельсовете представлен автомобильной дорогой Астрахань — Камызяк — Кировский и судоходной рекой Камызяк. В центре сельсовета действует пристань и автостанция.